# Очоа, Марио
Ма́рио Очо́а Хиль (исп. Mario Ochoa Gil; род. 7 ноября 1927 — умер до 2023 года) — мексиканский футболист, играл на позиции полузащитника. Участник чемпионатов мира (1950, 1954).

## Биография

### Клубная карьера
В течение двух сезонов играл за «Америку» из Мехико. В 1950 году перешёл в «Депортиво Марте», за который играл в течение пяти сезонов и в 1954 году выиграл чемпионский титул. Завершил карьеру в 1955 году.

### Карьера в сборной
В составе сборной Мексики Очоа принимал участие на чемпионате мира 1950 года, где сыграл в двух матчах группового этапа со сборными Швейцарии (1:2) и Бразилии (0:4). На том турнире сборная Мексики проиграла три матча в группе и заняла последнее место. На чемпионате мира 1954 года был в заявке, но на поле не выходил. Всего за сборную Мексики сыграл 5 матчей и забил 1 гол.

## Достижения
«Депортиво Марте»
- Чемпион Мексики (1): 1953/54
- Обладатель трофея Чемпион чемпионов Мексики (1): 1954